# Annette Huber-Klawitter
Annette Huber-Klawitter née Huber est une mathématicienne allemande née en 1967 à Francfort-sur-le-Main. Elle s'intéresse à la géométrie arithmétique et la théorie des nombres et travaille à l'université de Fribourg-en-Brisgau.

## Biographie
Lycéenne, Annette Huber-Klawitter remporte trois années de suite, en 1984, 1985 et 1986, le concours de Mathématiques Bundeswettbewerb Mathematik (de). Elle étudie à partir de 1986, les mathématiques à l'Université Goethe de Francfort sur le Main, l'université de Cambridge et à partir de 1990, l'université de Münster, où elle obtient en 1994 son doctorat "summa cum laude", avec une thèse intitulée Realisierung von gemischten Motiven und ihre Kohomologie, sous la direction de Christopher Deninger. En 1999, elle y obtient son habilitation. En 1995/96 elle travaille à l'université de Californie à Berkeley. En 2000, elle est professeure à l'université de Leipzig. Depuis 2008, elle est professeure à l'université de Fribourg-en-Brisgau.
Elle s'intéresse notamment à la géométrie arithmétique, dans l'environnement des conjectures de Bloch-Kato.

## Prix et distinctions
En 1996, elle reçoit le Prix de la Société mathématique européenne et, en 1995, le Prix Heinz Maier-Leibnitz. En 2002, elle est conférencière invitée au Congrès international des mathématiciens à Pékin avec une conférence sur Equivariant Bloch-Kato conjecture and non-abelian Iwasawa Main Conjecture, avec Guido Kings (de).
Depuis 2008, elle est membre de la Leopoldina et depuis 2012 fellow de l'American Mathematical Society.
Elle est membre du comité de rédaction du périodique International Journal of Number Theory.

## Publications
- Mixte Motives and their realization dans derived categories, Lecture notes in Mathematics 1604, 1995
- avec J. Wildeshaus: Classical motivic polylogarithm according to Beilinson and Deligne. Doc. Math. 3 (1998), 27-133
- avec G. Kings: Degeneration of l-adic Eisenstein classes and of the elliptic polylog. Invent. Math. 135 (1999), no. 3, 545-594.
- Was wir über Gleichungen vom Grad 3 (nicht) wissen: Elliptische Kurven und die Vermutung von Birch und Swinnerton-Dyer, Katrin Wendland, Annette Werner (Éditeur), Facettenreiche Mathematik. Einblicke in die moderne mathematische Forschung für alle, die mehr von Mathematik verstehen wollen, Vieweg/Teubner 2011, Pp. 215-236